# Diplomatisches Corps

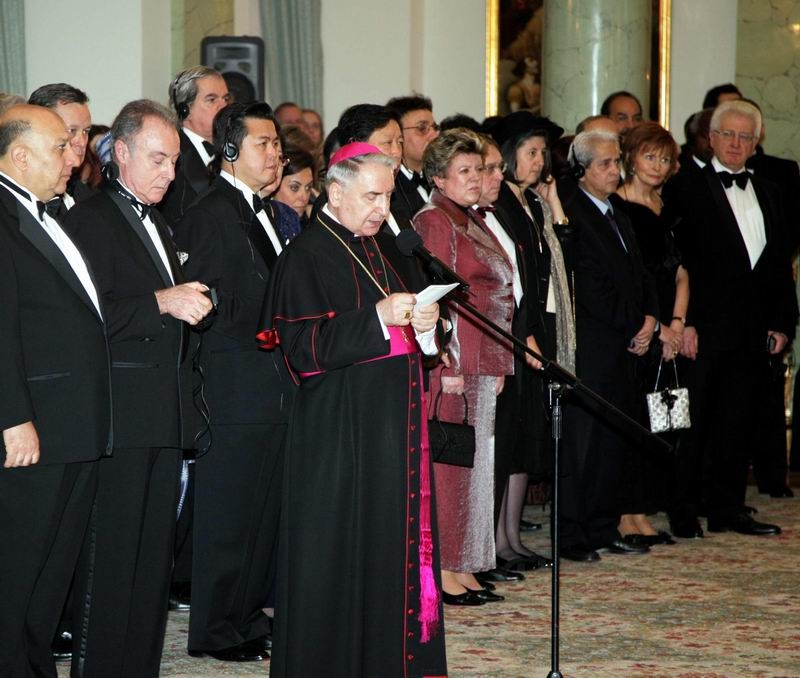
Das polnische Diplomatische Corps unter Vorsitz des Apostolischen Nuntius Jozef Kowalczyk beim Neujahrsempfang 2007 des polnischen Präsidenten.

Diplomatisches Corps (französisch corps diplomatique, abgekürzt mit CD, deutsch auch Diplomatisches Korps) bezeichnet die Gesamtheit der diplomatischen Vertreter anderer Staaten in einem Staat.
Der Begriff ist international nicht genau definiert und auch nicht in das Wiener Übereinkommen über diplomatische Beziehungen (WÜD) aufgenommen worden. In den Rechtsvorschriften des nationalen Rechts wird er nur selten verwendet.

## Enger Begriff des Diplomatischen Corps
Nach einer Definition besteht das Diplomatische Corps aus allen bei der gleichen Regierung akkreditierten Missionschefs. Missionschefs sind gemäß Art. 14 Abs. 1 WÜD die Botschafter und Nuntien, die Gesandten, Minister und Internuntien sowie die Geschäftsträger. Je nach Auslegung in der Staatenpraxis können dem Diplomatischen Corps weitere Personen angehören, die das Außenministerium als Mitglied des Diplomatischen Corps akkreditiert hat.
Die Zugehörigkeit zu einer diplomatischen Mission und ein bestehender Diplomatenstatus nach dem WÜD (z. B. für die Ehefrau des Botschafters) begründet nach dieser Wortbedeutung allein noch keine Zugehörigkeit zum Diplomatischen Corps. In der Regel werden nur die ranghöchsten aktiven Mitglieder einer diplomatischen Mission in die Liste des Diplomatischen Corps aufgenommen.

## Weiter Begriff des Diplomatischen Corps
Nach einer anderen in der völkerrechtlichen Literatur vertretenen Ansicht werden unter Diplomatisches Corps alle Mitglieder des diplomatischen Personals der im Empfangsstaat ansässigen diplomatischen Missionen verstanden. Neben dem Missionschef sind das die ihm nachgeordneten Mitarbeiter wie Botschaftsräte, Botschaftssekretäre und Attachés.
Manchmal werden sämtliche Bedienstete einer ausländischen Mission ungeachtet ihrer Funktion, also beispielsweise auch das Verwaltungs- und technische Personal einer Botschaft, dem Diplomatischen Corps zugerechnet. Verwaltungsbeamte können in seltenen Fällen Leitungsfunktionen übernehmen. Ist kein Mitglied des diplomatischen Personals der Mission im Empfangsstaat anwesend, kann der Entsendestaat mit Zustimmung des Empfangsstaats ein Mitglied des Verwaltungs- und technischen Personals mit der Leitung der laufenden Verwaltungsangelegenheiten der Mission beauftragen (Art. 19 Abs. 2 WÜD). Der Verwaltungsbeamte ist dann der oberste Repräsentant des Entsendestaates.

## Internationale Organisationen
Die Leiter der im Gastland ansässigen Internationalen Organisationen genießen eine Sonderstellung. Sie sind wegen der Souveränität der Internationalen Organisation innerhalb der Staatengemeinschaft – auch gegenüber dem Gastland – nicht bei diesem akkreditiert. Die Regelungen des WÜD gelten für sie nicht unmittelbar. Der Status der Bediensteten muss jeweils in einem mit dem Sitzstaat geschlossenen Sitzstaatabkommen vereinbart werden, wobei es vorkommt, dass dem Leiter einer bedeutenden Internationalen Organisation die diplomatischen Vorrechte eingeräumt werden, die nach dem WÜD Botschaftern zustehen. Sie gehören daher dem Diplomatischen Corps des Sitzstaates nicht an. Aufgrund ihres mit Botschaftern vergleichbaren Rangs werden die Leiter jedoch zu offiziellen Anlässen, z. B. dem Neujahrsempfang des Diplomatischen Corps beim Staatsoberhaupt, eingeladen und in den offiziellen Mitteilungen verkürzt als Angehörige des Diplomatischen Corps bezeichnet.

## Organisation und Vorsitz des Diplomatischen Corps
Institutionelle Strukturen (z. B. eine Organisation, eine Satzung, eine Geschäftsstelle oder ähnliches) hat das Diplomatische Corps im Allgemeinen nicht. Dem eher losen Zusammenschluss steht völkergewohnheitsrechtlich der Doyen vor. Doyen ist der am längsten im Empfangsstaat tätige Botschafter. Um heikle Protokollfragen zu vermeiden, haben viele Staaten (z. B. Deutschland, Österreich, die Schweiz und Liechtenstein) den Apostolischen Nuntius zum Doyen bestimmt. Die dem päpstlichen Vertreter im Völkerrecht seit langem eingeräumte Vorzugsstellung als Sprecher des Diplomatischen Corps hat auch in Art. 16 Abs. 3 WÜD ihren Niederschlag gefunden: Die Übung, die ein Empfangsstaat hinsichtlich des Vorrangs des Vertreters des Heiligen Stuhls angenommen hat oder künftig annehmen wird, bleibt bei der Einteilung der Missionschefs in Klassen unberührt. In Deutschland ist die Funktion des Doyens dem Nuntius gemäß dem Schlussprotokoll zu Art. 3 des Konkordats zwischen dem Heiligen Stuhl und dem Deutschen Reich vom 20. Juli 1933 (weiterhin heute noch gültig) völkervertraglich zugesichert.
Der Doyen vertritt gegenüber dem Empfangsstaat die Interessen der Gesamtheit der diplomatischen Vertreter. Er wird in Protokollfragen aktiv, die mit den Vertretern des Empfangsstaates zu klären sind, und überwacht die Respektierung der den Diplomaten gewährten Vorrechte, Immunitäten und Befreiungen. Gegebenenfalls kann der Doyen gegen deren Verletzung beim Empfangsstaat protestieren. So hat der Apostolische Nuntius in der Schweiz im Namen des Diplomatischen Corps beim dortigen Außenministerium gegen die eingeführte Verwaltungspraxis, Diplomaten wegen Verkehrsordnungswidrigkeiten Bußgeldbescheide zuzustellen, protestiert.